# Бесик (колыбель)
Беси́к, бесык, беши́к (каз. бесік; кирг. бешик; узб. beshik) — разновидность колыбели, распространённая в Центральной Азии.

## Конструкция

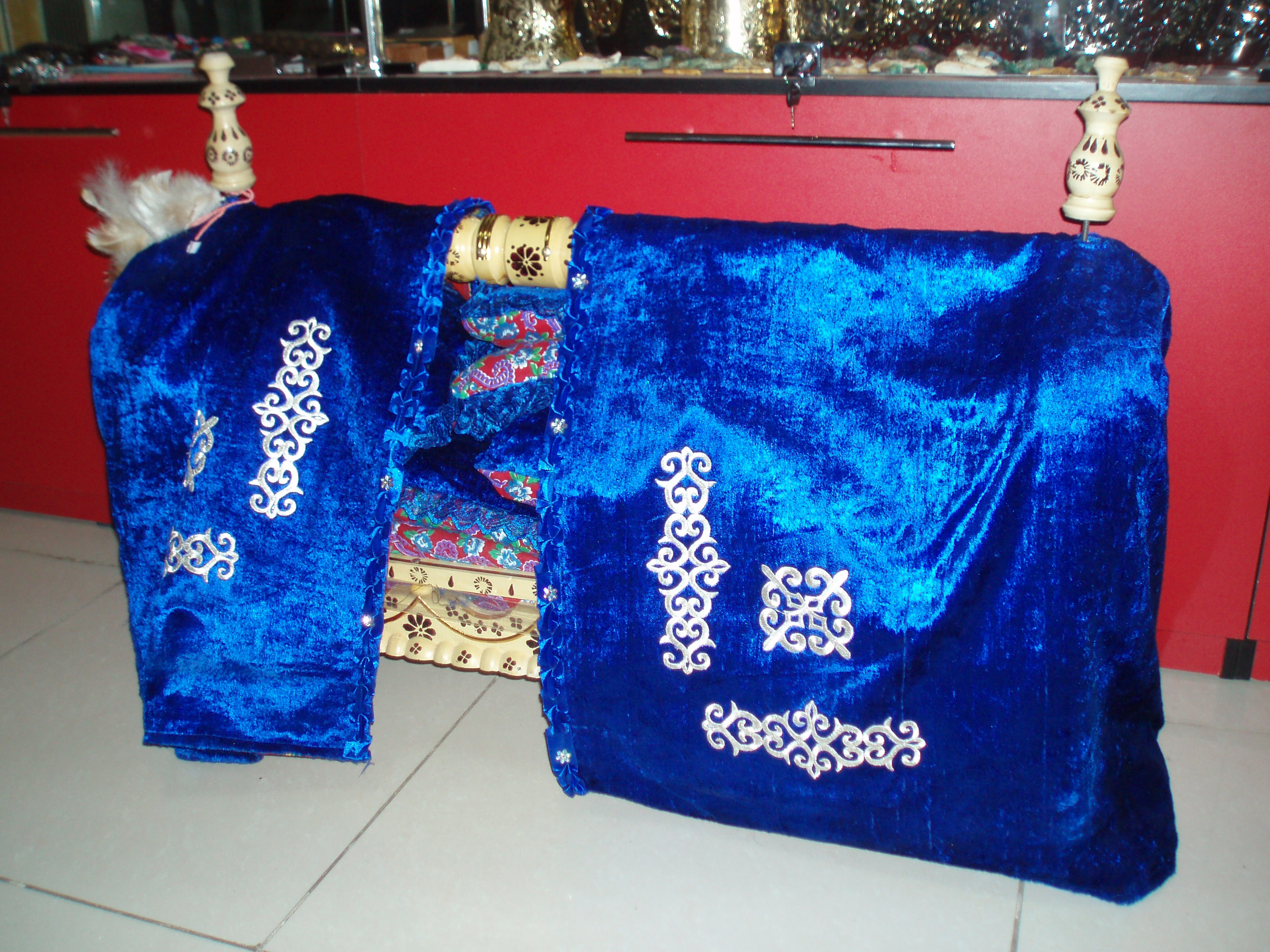
Казахский бесик под покрывалом

Как и обыкновенная колыбель, бесик представляет собой деревянный короб, скошенный снизу для удобства качания и снабжённый длинной ручкой для подвешивания. Работу по изготовлению деталей и сборке конструкции традиционно выполняют мужчины, а тканевое убранство изготавливается женщинами.
Однако конструкцию бесика отличает несколько особенностей, которые были обусловлены кочевым образом жизни, свойственным народам Центральной Азии в средневековые времена. Неотъемлемой частью конструкции стала система для удаления естественных отправлений. В её состав входят шумек (каз. шүмек) — трубка для отвода нечистот, изготовляемая из дерева или бараньей кости, и тубек (каз. түбек) — специальная ёмкость наподобие ночного горшка, устанавливаемая в нижней части бесика. Кроме того, в отличие от обычной колыбели, бесик обязательно снабжается широкими ремнями для привязывания ребёнка к ложу.

## Распространение

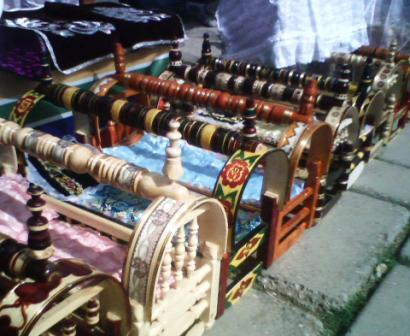
Гахвора — таджикский вариант бесика

Бесик являлся неотъемлемой частью казахского быта на протяжении многих веков. Киргизы и узбеки использовали бесик — колыбель аналогичной конструкции. К настоящему времени старинный вариант колыбели вытесняется кроватками европейского образца, однако семьи с традиционным укладом, проживающие преимущественно в сельской местности, не отказываются от бесика и ныне.
Таджикский вариант бесика — гахвора (тадж. гаҳвора) пользуется широкой популярностью и по сей день.

## Достоинства и недостатки
Бесик обеспечивает защиту от воздействия окружающей среды и стабильный температурный режим благодаря тугому пеленанию и фиксации ребёнка привязными ремнями. Наличие устройства для отвода естественных отправлений обеспечивает гигиеничность, что особенно важно при нехватке воды для стирки белья и мытья.
Тем не менее, современная медицина не рекомендует регулярное использование бесика. Врачи отмечают, что тугое пеленание оказывает нежелательное сдавливающее воздействие на внутренние органы младенца, а также провоцирует замедление кровообращения, влекущее за собой гипоксию мозга. Кроме того, фиксация конечностей провоцирует гиподинамию, способную вызвать гипотрофию мышц. Негативное воздействие может оказать и постоянный контакт паховой области ребёнка с трубкой-шумеком.

## Традиции и суеверия
На пятнадцатый день жизни ребёнка в традиционной казахской семье проводится бешик-туй — обряд укладывания младенца в колыбель.
Бесик фигурирует в казахской поговорке «тал бесіктен жер бесікке», означающей весь жизненный путь человека — от колыбели до могилы, «земляной колыбели». Упоминается бесик и в распространённой казахской колыбельной песне: «Әлди, әлди, ақ бөпем, ақ бесікке жат бөпем…» («Баю-баю, мой беленький, ложись-ка в колыбельку…»).
Считалось, что если сломать бесик (или сжечь, если только колыбель не сломается сама), то прервётся род человека, некогда лежавшего в нём младенцем. Когда бесик пустует, его запрещалось держать на полу или качать, чтобы шайтан не подбросил туда своего отпрыска.